# Władca lalek 4
Władca Lalek 4 lub Nowy Władca Lalek (ang. Puppet Master 4: The Demon) – amerykański horror z 1993 roku w reżyserii Jeffa Burra. Jest to czwarta część serii Władca lalek i sequel filmu Władca lalek 2. Film wydano na rynek kina domowego.

## Fabuła
Akcja toczy się w czasach kręcenia filmu a więc pierwszej połowie lat 90 XX w. w hotelu, w którym Toulon w 1939 r. popełnił samobójstwo. Grupka nastolatków będzie musiała stawić czoła trzem lalkom demona Sutekha.

## Obsada
- Guy Rolfe – Andre Toulon
- Gordon Currie – Rick Myers
- Chandra West – Susie
- Ash Adams – Cameron
- Teresa Hill – Lauren
- Felton Perry – Dr. Carl Baker
- Stacie Randall – Dr. Leslie Piper
- Michael Shamus Wiles – Stanley

### Lista lalek występujących w filmie
- Blade
- Pinhead
- Jester
- Tunneler
- Six Shooter
- Decapitron
- Totem